# Metrolinx

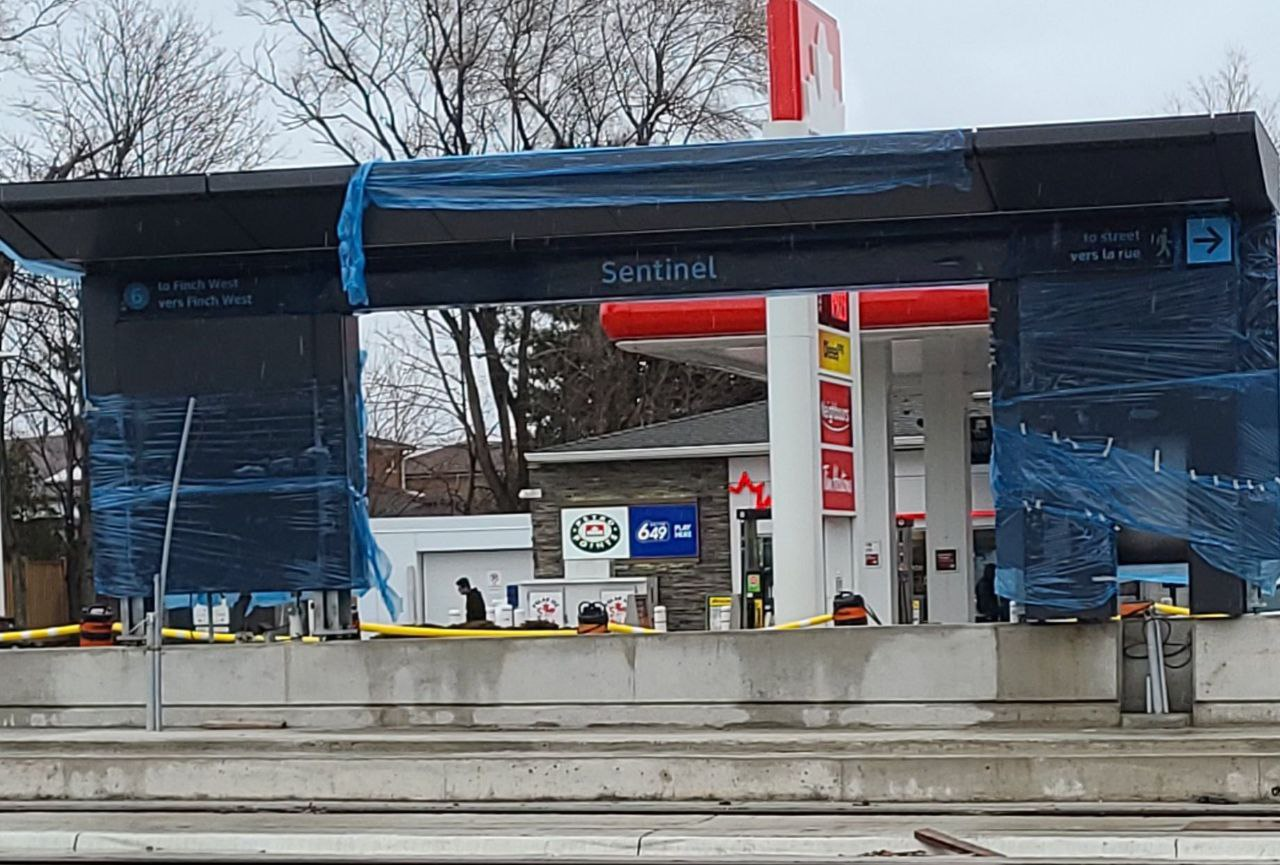
Installation d'auvents à Sentinel dans le cadre du projet Metrolinx en cours de construction de Finch West LRT ou de la ligne 6

Metrolinx, anciennement Régie des transports du Grand Toronto ou Greater Toronto Transportation Authority en anglais, est l'autorité organisatrice des transports de la région du Grand Toronto et de Hamilton, en Ontario, au Canada.